# Зила (Вашингтон)
Зила (енгл. Zillah) град је у америчкој савезној држави Вашингтон. По попису становништва из 2010. у њему је живело 2.964 становника.

## Демографија
Према попису становништва из 2010. у граду је живело 2.964 становника, што је 766 (34,8%) становника више него 2000. године.
| Група             | 2000.         | 2010.         |
| Белци             | 1.462 (66,5%) | 1.531 (51,7%) |
| Афроамериканци    | 18 (0,8%)     | 10 (0,3%)     |
| Азијати           | 17 (0,8%)     | 26 (0,9%)     |
| Хиспаноамериканци | 573 (26,1%)   | 1.261 (42,5%) |
| Укупно            | 2.198         | 2.964         |